# 天主教特费自治监督区
天主教特費自治監督區（拉丁語：Praelatura Territorialis Tefensis）是巴西一個羅馬天主教自治監督區，屬馬瑙斯總教區。
1910年5月23日成立宗座監牧區，1951年8月11日升為監督區。
監督區位於亞馬遜州中西部。2004年有教友161,640人（佔轄區總人口75.0%）、十一個堂區、十四名司鐸。現任監督是費南多·巴索拉·多思桑托斯（Fernando Barbosa dos Santos）。